# Utricularia prehensilis
Utricularia prehensilis är en tätörtsväxtart som beskrevs av Ernst Meyer. Utricularia prehensilis ingår i släktet bläddror, och familjen tätörtsväxter. Inga underarter finns listade i Catalogue of Life.